# Гурин, Роман Викторович
Рома́н Ви́кторович Гу́рин (укр. Роман Вікторович Гурін; 9 мая 1981, Старобогдановка, Михайловский район, Запорожская область) — украинский футболист, игравший на позиции вратаря.

## Игровая карьера
Роман Гурин родился в Запорожской области. В 17-летнем возрасте попал в команду на тот момент высшей лиги «Нива» (Тернополь). В высшем дивизионе дебютировал 7 апреля 2001 года в игре со львовскими «Карпатами». До конца сезона успел сыграть в высшей лиге 7 матчей, после чего вместе с «Нивой» опустился в первый, а через год — и во второй дививзион. Сыграв в тернопольском клубе более 100 официальных матчей, Гурин в сезоне 2005/06 годов потерял место в основном составе команды и покинул её.
После ухода из «Тернополя» Гурин получил предложение пройти просмотр в житомирских «Житычах» и криворожском «Горняке». Выбрав второй вариант, вратарь провёл несколько тренировок с «Горняком» и 13 апреля 2006 года впервые вышел в его составе на матч чемпионата с «Николаевом». В первом поединке после 3-х месячной паузы без футбола Гурин пропустил от «корабелов» два мяча (0:2), а в следующем — ещё три от «Кристалла» (0:3), при этом отразив два пенальти.
Начиная с сезона 2010/11 годов Гурин стал основным вратарём «Горняка», проводя не менее 20 матчей за сезон. В сезоне 2014/15 годов его положение в основе кардинально изменилось — за счёт приглашения в «Горняк» Руслана Зарубина и Геннадия Ганева конкуренция за пост номер один усилилась. Это, как отмечали специалисты, лишь пошло на пользу самому Гурину, который весной 2015 года, несмотря на конкуренцию, принял участие в девяти играх подряд.
В 2016 году прес-служба ФК «Горняк» сообщила о том, что сотрудничество с Романом Гуриным прекращено в виду расторжения контракта по обоюдному согласию сторон.